# آپر گریون‌هرست
آپر گریون‌هرست (به انگلیسی: Upper Gravenhurst) یک روستا در بریتانیا است که در بدفوردشر مرکزی واقع شده‌است.